# Gjøvik FF
Gjøvik FF é um clube de futebol da Noruega fundado em 8 de outubro de 2008, a partir da fusão do SK Gjøvik-Lyn and Vardal IF. Sua sede fica em Gjøvik.